# Бамум (письмо)

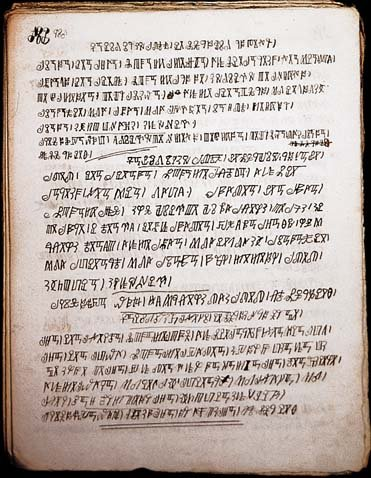
Текст, записанный наиболее поздним вариантом письменности бамум

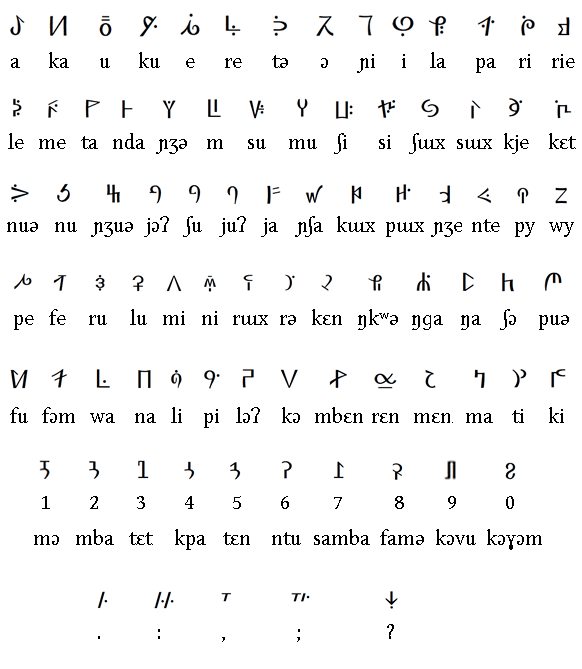
Поздний вариант письменности

Письменность бамум, или а-ка-у-ку (по звучанию первых четырёх знаков) — письменность, которую султан Нджойя (султанат Бамум, ныне часть Камеруна) создал в конце XIX в. для записи текстов на языке бамум. Нджойя неоднократно реформировал данную письменность: если 1-й вариант был чисто идеографическим, то последний 6-й — слоговой письменностью. Сначала знаки были чисто рисуночными, затем постепенно они стали использоваться по принципу ребуса, пока, наконец, словесное значение не было полностью утрачено. Реформы письма проводились с целью сокращения числа знаков, при этом Нджойя не учитывал некоторые издержки; в частности, он проигнорировал то, что язык бамум является тональным, в результате чего на письме возникло много омографов (слов, которые писались одинаково, но в реальности произносились с различными тонами и имели различный смысл).
Пришедшие в Камерун в 1918 году французы изгнали Нджойю и запретили его письменность. В настоящее время письменностью владеют считанные единицы. В бывшем дворце султана в Фумбане устроен музей и класс письменности.